# ニッピ
株式会社ニッピは、東京都足立区に本社を置くゼラチン、コラーゲン、皮革などを主力事業とする日本の企業である。

## 略歴・概要
1907年（明治40年）4月1日、大倉組皮革製造所、桜組、東京製皮、今宮製革所が合併して設立された。資本金500万円、所在地は東京府南足立郡千住町大字千住中組。設立時の役員は、取締役会長大倉喜八郎（大倉組）、取締役社長大沢省三郎（桜組）、取締役賀田金三郎（大倉組）、同高島小金治（大倉組）、同町田豊千代（桜組）、同伊藤琢磨、同田畑健造（東京製皮）、監査役浅田徳則、同八十島親徳（桜組）、同後藤彦七、相談役渋沢栄一。前身の1社である東京製皮は、1874年（明治7年）に弾直樹と北岡文兵衛（三井系）が設立した「弾北岡組」を1900年（明治23年）に改組したものである。

## 主力製品・事業
- コラーゲン
- 再生医療
- ゼラチン
- 牛海綿状脳症検査キット
- 皮革
- 化成品
- リンカー

## 主要事業所
- 大阪営業所 - 大阪府大阪市浪速区敷津東1-4-14
- 富士工場 - 静岡県富士宮市弓沢町1
- バイオマトリックス研究所 - 茨城県取手市桑原520-11

## 沿革
- 1907年（明治40年）4月 - 日本皮革株式会社設立。
- 1936年（昭和11年）2月 - ゼラチン事業へ進出。
- 1940年（昭和15年）2月 - 静岡県富士宮市にゼラチン工場新設。
- 1963年（昭和38年）3月 - 鳳凰事業株式会社設立。
- 1963年（昭和38年）6月 - 東京地区店頭登録。
- 1965年（昭和40年）9月 - 大阪市西淀川区大和田に大阪支店を移転。
- 1970年（昭和45年）1月 - 静岡県富士宮市にコラーゲン・ケーシング工場（富士工場）新設。
- 1974年（昭和49年）2月 - 株式会社ニッピに商号変更。
- 1977年（昭和52年）2月 - ニッピコラーゲン工業株式会社設立。
- 1979年（昭和54年）10月 - 富士工場　医薬品製造業許可。
- 1984年（昭和59年）1月 - コラーゲン化粧品の開発開始。
- 1986年（昭和61年）3月 - ニッピ事業開発株式会社設立。
- 1995年（平成7年）3月 - 静岡県富士郡芝川町（現・富士宮市）にコラーゲン・ケーシング工場（芝川工場）新設。
- 1999年（平成11年）8月 - 大阪市浪速区敷津東に大阪支店を移転。
- 2000年（平成12年）5月 - ニッピコラーゲン工業芝川工場がISO9001認証取得。
  - 6月 - 富士工場ISO9002認証取得。
- 2002年（平成14年）5月 - 富士工場が欧州薬局方製造適性を取得。

## 在籍した人物
- 伊藤裕子 (実業家)
- 鈴木康夫 (栄養学者)